# Monte Lisser
Il Monte Lisser è una montagna delle Alpi alta 1.633 m s.l.m..  Si trova nella parte orientale dell'Altopiano dei Sette Comuni, in Comune di Enego e domina la Valsugana orientale e il Canale di Brenta.

## Storia
Seppure defilata rispetto alla linea del fronte, la montagna è stata interessata da importanti eventi bellici durante la prima guerra mondiale; sulla sommità della cima, a quota 1.624 m, tra il 1912 e il 1914 venne costruito infatti il Forte Lisser, che tuttavia non entrò mai in azione. Quando la montagna cadde in mano nemica (a seguito della ritirata dopo la disfatta di Caporetto), alcune granate sparate dal Lisser nel giugno del 1918 (battaglia del solstizio) distrussero parzialmente il paese di Rubbio, ove si trovavano importanti retrovie italiane.

## Stazione meteo
Sul monte Lisser, a quota 1.428 m, si trova una delle 17 stazioni nivometeorologiche automatiche (di proprietà dell'ARPAV) presenti sulla montagna veneta.

## Sport
Nei pressi del monte Lisser, a Val Maron, è praticato lo sci nordico mentre in passato erano presenti anche impianti legati allo sci alpino.